# Inkvisitionsproces
Inkvisitionsproces (også undersøgelsesproces eller forhørsproces) er en staffeprocesform. I Danmark var den gængse straffeprocesform fra 1700-tallet til retsplejeloven af 1916.

## Procesform
Den adskiller sig fra anklageproces ved, at i inkvisitionsprocessen står den, der mistænkes for en forbrydelse, og mod hvem i den anledning undersøgelse indledes, ikke som den ene part lige over for anklageren som den anden part, men derimod som objekt for den af dommeren selv ledede undersøgelse. 
Det er den mistænktes pligt at sige den fulde sandhed om alt, hvad der kan have betydning for mistankens bestyrkelse eller afkræftelse, og dommeren har magtmidler til fremtvingelse af denne pligts opfyldelse. 

## Oprindelse
Inkvisitionsprocessen har sin oprindelse fra den kanoniske ret, idet den navnlig udvikledes gennem en række anordninger af pave Innocens III fra slutningen af det 12. og begyndelsen af det 13. århundrede. Hvor der forelå et udbredt rygte om en forbrydelse, skulle dommeren undersøge sagen. Når rygtet bekræftedes, skulle dommeren uden særlig anklage fortsætte undersøgelsen med det formål at overbevise den sigtede om hans skyld. 
Efterhånden blev den blotte anmeldelse et tilstrækkeligt grundlag for en undersøgelse, og derved var inkvisitionen bleven en almindelig form for straffeforfølgningen. Det historiske forbillede for denne Innocens III's reform antages almindeligvis at måtte søges i den allerede længe forud kendte undersøgelse, som biskopperne på deres rejser foretog ved eksamination af bestemte personer om, hvorvidt visse forbrydelser var begåede i bispedømmet. 
I den senere del af middelalderen fik også inkvisitionsprocessen indpas ved de verdslige domstole, i Tyskland navnlig ved Karl 5.s Peinliche Gerichtsordnung af 1530—32 (se Constitutio criminalis Carolina), i Frankrig ved ordonnanser af 1254 og 1260 og senere år. 
Til udviklingen af inkvisitionsprocessen bidrog væsentlig den under kirkelig indflydelse stedse voksende erkendelse af, at forbrydelsernes forfølgning er en statsopgave. En betydningsfuld følge af inkvisitionsprocessen var, at det germanske formalbevis (meddomsmænd, gudsdomme, tvekamp) måtte vige for virkelige beviser, der ad logisk vej kunne fremkalde dommerens overbevisning om sagens sammenhæng. Frygten for at overlade alt til dommerens skøn fremkaldte imidlertid samtidig en række kunstige regler om det mål af bevis, som dommeren måtte anse overbevisende for sig. Vidnebeviset omgærdedes af forskrifter om vidnernes antal og habilitet, og det tillodes ikke at bygge en dom udelukkende på indicier. 
Den naturlige følge var, at man kom til at lægge hovedvægten på den sigtedes egen tilståelse; at fremkalde denne blev den inkvirerende dommers hovedopgave. Man afhørte sigtede på ed eller brugte legemlige pinsler. Torturen, der indkom i den senere middelalders proces under indflydelse af den romerske ret, blev snart midtpunktet i det kontinentale Europas straffeforfølgning; den holdt sig endnu langt ind i det 18. århundrede, f.eks. i forbindelse med hekseprocesser men også i ganske almindelige kriminalsager.
Den rene inkvisitionsproces var således — som man har udtrykt det — begyndt som en idyl, men endte som en tragedie. Ved torturens afskaffelse trådte andre tvangsmidler i dens sted, men inkvisitionsprocessens hovedsætning, at den sigtede er pligtig at udtale sig sandfærdig, fastholdtes, og som dommerens hovedopgave ansåes vedvarende fremkaldelse af tilståelse. 
Samtidig med inkvisitionsprocessens sejrrige indtrængen og bevislærens omdannelse forsvandt folkedommerne, retsforhandlingernes offentlighed ophørte, og mundtligheden afløstes af skriftlighed, idet sagens pådømmelse gerne henlagdes under et kollegium, hvem det samlede bevismateriale forelagdes i skriftlig form. Den straffeproces, der med større eller mindre modifikationer i de forskellige lande beherskede hele det kontinentale Europa ved slutningen af det 18. århundrede, var således en skriftlig, hemmelig inkvisitionsproces med lovbunden bevisteori, hvorved egen tilståelse var hovedbevismidlet, og under hvilken undersøgelsen lededes af en statsdommer.

## Reformer
I modsætning hertil havde der i England udviklet sig en mundtlig, offentlig anklageproces under medvirkning af lægmandsdommere. Den franske revolution overførte denne til kontinentet. Den optoges i Napoleons Code d’instruction criminelle af 1808, dog med væsentlige modifikationer, idet der i systemet dels indføjedes en hel, i England ukendt embedsstab (anklagemyndighederne), dels bevaredes en væsentlig inkvisitorisk forundersøgelse som indledning til den akkusatoriske hovedforhandling.
Væsentligst efter fransk forbillede blev straffeprocessen i løbet af det 19. århundrede ordnet i Tyskland, Østrig, Italien, Belgien, Schweiz, Rumænien, Serbien, Grækenland, Portugal, Brasilien, Spanien og til dels Rusland, Holland og Tyrkiet. Den rene engelske straffeproces gjaldt i denne periode foruden i England og Irland i de engelske kolonier, engelsk Ostindien og Nordamerika. Den skotske straffeproces har udviklet sig selvstændig og minder dels om den engelske, dels om den franske. Den svenske straffeproces er en mellemting mellem anklageproces og inkvisitionsproces. I Norge blev ved den 1890 i kraft trådte lov om rettergangsmåden i straffesager af 1. juli 1887 en i det væsentlige på anklageprincippet bygget straffeproces indført. 
Den danske straffeproces havde i løbet af det 18. århundrede udviklet sig til en inkvisitionsproces, hvori kun enkelte akkusatoriske former bevaredes i det følgende århundrede.
I henhold til Grundlovens forskrift om indførelse af offentlighed og mundtlighed i retsplejen og af nævninger i misgerningssager og sager om politiske forbrydelser blev gentagne gange i anden halvdel af 1800-tallet reformforslag til gennemførelse af en anklageproces fremsat, indtil sluttelig retsplejeloven af 1916 gennemførtes. Forfatteren Palle Rosenkrantz var særlig fortaler for en reform af inkvisitionsprocessen, og med hans egen baggrund som amtsdommer beskrev han i adskillige romaner hvordan denne form let kunne misbruges af de beskikkede embedsmænd.